# CV-86
La CV-86/A-79 o Vía Parque Alicante-Elche (en valenciano Via parc Alacant-Elx) es una carretera autonómica valenciana que comunica las ciudades de Alicante y Elche (España). En el tramo comprendido entre el km 0 y el km 6, que discurre en el término municipal de Alicante, es una carretera estatal que recibe la denominación A-79. En el tramo restante entre el km 6 y el km 14, que discurre en el término municipal de Elche, pertenece a la Red Autonómica de Carreteras de la Comunidad Valenciana con la denominación CV-86.

## Historia
La CV-86/A-79 es una carretera de nueva creación y es una alternativa a la N-340 entre Elche y Alicante. Se construyó a partir del proyecto de la autovía A-79 de la que es heredera.

## Trazado Actual
La CV-86/A-79 es una carretera de doble vía con numerosas rotondas. Se denomina también Vía Parque Alicante-Elche. Es muy transitada ya que une el parque empresarial de Elche y el Aeropuerto de Alicante-Elche Miguel Hernández con ambas ciudades citadas. Tiene 14 km de longitud. Empieza en la A-31 en Alicante y finaliza en la salida 1 de la EL-20 (autovía de circunvalación de Elche). La continuación de esta vía, ya en Elche, es la  Ronda Norte .